# 당수초등학교
당수초등학교는 대한민국 경기도 수원시 권선구 당수동에 있는 공립 초등학교이다.

## 학교 연혁
- 1969년 3월 3일 당수국민학교 개교(365명, 7학급)
- 1985년 9월 1일 병설유치원 개원
- 1992년 11월 2일 수세식 화장실 준공(14개)
- 1994년 12월 26일 수원시로 편입
- 1996년 3월 1일 당수초등학교로 교명 개명
- 2002년 2월 1일 교사 신축 이전
- 2010년 7월 14일 다목적 체육관 개관
- 2018년 8월 31일 도서실 리모델링 공사
- 2019년 12월 18일 학생 조리실습실 설치
- 2020년 9월 1일 제17대 신을환 교장 부임
- 2022년 1월 7일 제52회 졸업식(졸업생 100명, 총: 4,987명)
- 2022년 3월 1일 초등학교 22학급, 특수 1학급, 유치원 1학급 편성

## 학교 상징
- 교화 - 금잔화 : 금송화라고도 한다. 남유럽이 원산이며 꽃은 여름부터 가을에 걸쳐 피며 밤에는 오므라든다. 꽃말은 '겸손 · 인내'이다.
- 교목 - 아가위나무 : 우리 마을이 옛날에는 아가위나무가 많이 분포하였기 때문에 당수동 (아가위 나무골)이라고 불려지게 된 것이다. 아가위나무가 고향에서 다시 튼튼히 뿌리를 내리고, 당수초등학교 이름을 빛내기를 희망하는 마음으로 아가위나무 표석도 만들었다. 당수초등학교 교육가족은 아가위나무 동산에서 함께 사랑하며 더좋은 전통과 문화를 남기기 위해 노력하자.

## 참고 자료
- 당수초등학교 - 한국교육학술정보원 학교알리미